# 2 aC
El 2 aC és un any comú anomenat així des de la implantació del calendari gregorià que equival l'any 752 ab urbe condita

## Esdeveniments
- August és anomenat pare de la pàtria.
- Júlia és exiliada a l'illa de Pandatària per delictes contra la moral.
- Construcció de l'Aqua Alsietina, un dels aqüeductes de Roma
- L'assumpció de la toga viril per part de Luci Agripa és acompanyada de regals de cereals per al poble romà[1]
- Aprovació de la Furia Caninia, que limita el nombre d'esclaus romans d'un mateix propietari que poden assolir la llibertat
- Consagració del Fòrum d'August

## Naixements
- Quint Asconi Pedià, escriptor romà

## Necrològiques
- Jul·lus Antoni - fill de Marc Antoni i cònsol l'any 10 aC.
- Fraates IV de Pàrtia - rei de l'Imperi Part des de 37 aC.